# Karima Christmas-Kelly
Karima Christmas-Kelly, née le 11 septembre 1989 à Long Beach en Californie, est une joueuse américaine de basket-ball.

## Biographie
Au lycée, elle pratique aussi le volley-ball. Elle est désignée pour le WBCA High School All-America Game, où elle marque quatre points et prend cinq rebonds.
Elle choisit Duke, où elle joue avec Krystal Thomas et Jasmine Thomas, qui sont toutes deux draftées la même année qu'elle. En senior, elle inscrit en moyenne 9,6 points et 6,3 rebonds.
Elle est sélectionnée au second tour de la draft 2011 (23e choix) par les Mystics de Washington. Son contrat est rompu par les Mystics le 21 juillet 2011, mais elle est engagée par le Shock le lendemain.
En juillet 2012, elle est échangée par le Shock contre Roneeka Hodges et rejoint le Fever.
Après une saison 2011-2012 (19,7 points et 10,4 rebonds) à Bnot Asharon en Israël, elle signe la saison suivante avec le Maccabi Ramat Hen.
En 2014-2015, elle rejoint le club sud-coréen de Shinhan bank S-birds où ses statistiques sont de 16,8 points et 9,7 rebonds par rencontre. Pour 2015-2016, elle s'engage avec le club italien de Reyer Venezia.
Le 18 août 2015, elle réussit son 1000e point en carrière lors d'une victoire 74 à 59 du Shock de Tulsa face au Mercury de Phoenix, lors de laquelle elle inscrit 15 points.
Sa saison WNBA 2018 se termine dès juin en raison d'une opération au genou.
Lors de la saison WNBA 2020, elle ne dispute que deux rencontres avec le Lynx avant d'être remerciée.

## Club

### NCAA
- 2007-2011 : Blue Devils de Duke

### WNBA
- 2011 : Mystics de Washington
- 2011-2012 : Shock de Tulsa
- 2012-2014 : Fever de l'Indiana
- 2015-2018 : Shock de Tulsa / Wings de Dallas
- 2019-2020 : Lynx du Minnesota

### Europe
- 2011-2012 :  Maccabi Ramat Hen
- 2012-2013 :  Bnot Asharon
- 2014-2015 :  Shinhan bank S-birds
- 2015-2016 :  Reyer Venezia
- 2016-2017 :  Guri KDB Life Winnus